# José Luis García Vayá
José Luís García Vayà (Dénia, Marina Alta, 11 d'agost de 1998), més conegut com a Pepelu, és un futbolista valencià que juga com a migcampista al València Club de Futbol de la Primera Divisió espanyola.

## Trajectòria

### Inicis futbolístics
Nascut a Dénia, es va formar en les categories inferiors del club de la seua ciutat, el Club Esportiu Dénia. A l'equip de la Marina Alta, Pepelu va introduir-se al món del futbol, arribant fins al Juvenil A del club. La seua projecció el va dur a que un dels clubs més importants del País Valencià, el Llevant U.E., es fixara en ell i l'incorporara a les seues categories inferiors l'any 2012. El seu desenvolupament com a futbolista fou ascendent, fins al punt de consolidar-se al segon planter granota l'any 2014.
El creixement del migcampista de Dénia el va portar a que als seus 17 anys, el 15 de desembre de 2015, debutara amb el primer equip en la Copa del Rei en un partit enfront el R.C.E Espanyol, que va acabar amb derrota per 1-2. No obstant, la seua consolidació amb el primer planter de l'equip dels Orriols va haver d'esperar i el denier va continuar a l'Atlètic Llevant la resta de la temporada.

### Experiències com a cedit
La temporada 2017-18 va jugar cedit a l'Hèrcules C.F. d'Alacant, de la Segona Divisió B, disputant 30 partits amb el conjunt alacantí. Aquesta seria una experiència profitosa per a Pepelu, ja que l'Hèrcules és un club històric, on l'exigència sempre és màxima, amb una ciutat molt volcada al seu equip.
Després d'un any a Alacant, Pepelu va tornar a la capital del Túria per continuar la seua experiència a l'Atlètic Llevant. La temporada 2018-19 marcarà un punt d'inflexió en el migcampista de Dénia, ja que fou una peça fonamental del seu equip, amb més de trenta partits i sis gols. Aquest seria l'útlim any del denier com a jugador del filial, ja que el 2019 va donar el salt al primer equip.
Així i tot, l'estiu del 2019 Pepelu fou cedit al C.D. Tondela de la Primeira Liga de Portugal. Al país lusità, el de Dénia va debutar en una lliga de futbol professional i va superar, de nou, els trenta partits al campionat lliguer.
La pretemporada del 2020-21 la va començar amb el primer planter del Llevant. No obstant, el seu entrenador Paco López li va aconsellar que buscara un prèstec lluny d'Orriols per tal de desenvolupar-se com a jugador, ja que no tindria lloc al Llevant aquella temporada. D'aquesta manera el denier va fitxar pel Vitória Guimaraes portuguès, donant-se així la seua segona experiència a la lliga portuguesa. El Llevant va tancar una operació de cessió sense opció de compra. En la seua estança a Guimaraes, Pepelu va jugar un total de trenta-tres partits i va marcar un gol.

### Consolidació al Llevant U.E.
En la campanya 2021-22 va tornar a Orriols i en aquesta ocasió va trobar el seu lloc a l'equip. Va arribar a participar en 29 partits a la lliga, tot i que no va poder ajudar l'equip a evitar el descens a Segona Divisió. Malgrat això, va seguir en el club amb l'objectiu de tornar a Primera Divisió i va renovar el seu contracte fins a 2032.
El començament de la temporada 2022-23 va ser molt complicat per a l'equip granota. L'estiu del 2022 el Llevant va perdre a grans figures del planter, com José Luís Morales o Roger Martí. Tots dos jugadors van decidir fitxar per clubs de primera divisió i acabaren en altres dos equips valencians com el Vila-real CF i l'Elx CF, respectivament. Així i tot, els del barri d'Orriols van aconseguir tancar el retorn de tota una llegenda del club, com Vicente Iborra. Després de la pèrdua d'alguns dels pesos pesants del planter, Pepelu va convertir-se en una peça fonamental de l'equip. Tant és així que va convertir-se en un fixe en els onzes de l'entrenador Javier Calleja, arribant a disputar 43 partits lliguers. El Llevant va realitzar una gran campanya, en què va aconseguir estar quasi cinc mesos (13 d'octubre fins al 4 de març) i 20 partits sense perdre. Va acabar la lliga en tercera posició i empatat a punts amb el segon, que els hauria donat l'ascens directe. No obstant, van haver de jugar els playoffs d'ascens a primera divisió, on van perdre en un dramàtic final en l'últim minut de l'afegit de la pròrroga a la final contra el Deportivo Alavés.
Pepelu havia arribat a afirmar que el partit contra l'Alavés era "el partit de la seua vida". Per la qual cosa, el dur contracolp de la derrota a l'últim suspir del partit va afectar anímicament el de Dénia, que va acabar plorant després del xiulet final. El Llevant no va aconseguir el seu objectiu final d'ascendir a la primera divisió i açò va afectar econòmicament el club, el qual va entrar en una crisi institucional que va suposar la fi de Quico Catalán com a president del club granota. En aquesta difícil tessitura, Pepelu va buscar una eixida que beneficiara econòmicament el seu club i que complira les seues expectatives professionals de jugar en la primera divisió.

### Fitxatge pel València C.F.
El 28 de juny de 2023, dies després de no aconseguir l'ascens a Primera Divisió amb el Llevant U.E., salta la noticia de l'interès despertat pel València C.F. a fer-se amb els seus serveis. Aquest mateix dia, el president del Llevant, Quico Catalán, convoca als mitjans per a anunciar la seua no continuïtat al capdavant del club i en la ronda de preguntes confirma que ja s'han iniciat les negociacions. Durant els següents dies, les converses entre tots dos clubs giren entorn la forma de pagament: mentre que el club llevantinista proposa un abonament íntegre de la clàusula de rescissió del seu contracte, el club Xé prefereix pagar els cinc milions a terminis. El 7 de juliol el Llevant no el cita per a sotmetre's a les pretinentes proves mèdiques prèvies als primers entrenaments de la temporada.
Finalment, el 8 de juliol s'oficialitza el traspàs, per cinc milions d'euros i un contracte que el vinculava amb el València fins a l'any 2028. Poques hores després de l'anunci, va publicar en les seues xarxes socials una carta oberta en la qual deia: «sempre seré un afeccionat incondicional del Llevant UE». Això, però, no li va permetre guanyar-se l'aprovació del públic granota, molest per la seua marxa al club rival de la ciutat. El 14 de juliol, dos dies després de la seua primera roda de premsa com a jugador del València C.F., unes pancartes apareixen penjades sobre dos de les més transitades avingudes de la ciutat. El rètol col·locat en general Avilés deia: «Criat en Orriols, fugit a Singapur», en referència, la primera part, al barri en el qual se situa l'Estadi Ciutat de València i, la segona part, a l'origen del propietari del València, Peter Lim; mentre que en el d'Ausiàs March es llegeix: «Pepelu traïd∞r: no has entés res», sent el símbol de l'infinit una al·lusió a la seua recent renovació amb el club granota en la qual es va usar dit emblema com a fil conductor.

### València C.F.
La polèmica que va envoltar el seu fitxatge pel conjunt de Mestalla no va semblar afectar Pepelu, que va demostrar sentir-se amb total confiança als terrenys de jocs des de l'inici de la temporada. El de Dénia es va adaptar a la perfecció als plans de l'entrenador Rubén Baraja, el qual li va donar un gran pes en el joc de l'equip, essent l'element d'equilibri que necessitava el mig del camp valencianista. Pepelu es va convertir en un pilar fonamental de l'onze blanquinegre, convertint-se clarament en el fitxatge valencianista que millor rendiment va donar durant la temporada 2023/24.Tant és així que el de Dénia va acabar la temporada com el jugador de camp amb un nombre més gran de minuts i el segon de tot l'equip, només per darrere del porter georgià, Guiorgui Mamardaixvili. A més, la seua importància a l'equip va més enllà del seu paper com a vertebrador del joc dels valencianistes, sinó que a més va desenvolupar una de les seues grans virtuts, el baló parat. Pepelu es va convertir en l'encarregat de llençar còrners, faltes i penaltis, destacant especialment en aquest últim aspecte amb la seua conversió de 7 penaltis al llarg de la temporada en lliga. Açò va ajudar a que el denier completara el seu curs més golejador, fent un total de 8 dianes en totes les competicions.
La bona primera temporada del denier a Mestalla el va portar a convertir-se en un dels pesos pesats del vestuari. Tant és així que Baraja el va nomenar 3r capità per a la temporada 2024/25, en tan sols el seu segon any al València CF. A més, el seu bon rendiment al migcamp valencianista va cridar l'atenció del seleccionador espanyol, Luis de la Fuente, que el va convocar a inicis de setembre per disputar els partits corresponents a la UEFA Nations League amb la Selecció Espanyola. No obstant, en lliga el rendiment de Pepelu va ser més discret que l'any anterior i fins i tot va perdre el lloc a l'equip en benefici d'Enzo Barrenechea, especialment després de l'arribada de Carlos Corberan a la banqueta xe.

## Internacional
Ha estat internacional amb la selecció d'Espanya en les categories inferiors sub-17, sub-19, i sub-21.
A més, Pepelu va ser convocat amb la Selecció Espanyola absoluta a principis de la temporada 2024-25, després d'un gran rendiment amb el València CF. El seleccionador, Luis de la Fuente, el va cridar per disputar els partits de la UEFA Nations League contra les seleccions de Sèrbia i Suïssa. Així i tot, finalment el denier no va arribar a debutar amb el conjunt nacional, ja que es va quedar sense minuts en cap dels dos partits de la selecció.

## Clubs
| Club                  | País     | Any       |
| --------------------- | -------- | --------- |
| Atlètic Llevant U.E.  | Espanya  | 2014-2019 |
| Hèrcules C.F. (cedit) | Espanya  | 2017-2018 |
| Llevant U.E.          | Espanya  | 2019-2023 |
| C. D. Tondela (cedit) | Portugal | 2019-2020 |
| Vitória S. C. (cedit) | Portugal | 2020-2021 |
| València CF           | Espanya  | 2023-act. |

## Estadístiques
| Club                 | Campionat            | Temporada           | Lliga | Lliga | Copes nacionals1 | Copes nacionals1 | Total | Total |
| Club                 | Campionat            | Temporada           | Part. | Gols  | Part.            | Gols             | Part. | Gols  |
| -------------------- | -------------------- | ------------------- | ----- | ----- | ---------------- | ---------------- | ----- | ----- |
| Atlètic Llevant U.E. | 2a divisió B         | 2015-16             | 30    | 4     | 1                | 0                | 31    | 4     |
| Atlètic Llevant U.E. | 2a divisió B         | 2016-17             | 31    | 4     | -                | -                | 31    | 4     |
| Hèrcules C.F.        | 2a divisió B         | 2017-18             | 30    | 0     | 2                | 0                | 32    | 0     |
| Atlètic Llevant U.E. | 2a divisió B         | 2018-19             | 31    | 6     | -                | -                | 31    | 6     |
| C.D. Tondela         | Primeira Liga        | 2019-20             | 33    | 2     | 1                | 0                | 34    | 2     |
| Vitória Guimaraes    | Primeira Liga        | 2020-21             | 30    | 1     | 3                | 0                | 33    | 1     |
| Llevant U.E.         | LaLiga               | 2021-22             | 29    | 0     | 1                | 0                | 30    | 0     |
| Llevant U.E.         | 2a divisió espanyola | 2022-23             | 43    | 1     | 4                | 0                | 47    | 1     |
| Llevant U.E.         | Total Llevant U.E.   | Total Llevant U.E.  | 72    | 1     | 8                | 0                | 80    | 1     |
| València C.F.        | LaLiga               | 2023-24             | 37    | 7     | 2                | 1                | 39    | 8     |
| València C.F.        | LaLiga               | 2024-25             | 34    | 2     | 5                | 1                | 39    | 3     |
| València C.F.        | Total València C.F.  | Total València C.F. | 71    | 9     | 7                | 2                | 78    | 11    |
| Total carrera        | Total carrera        | Total carrera       | 328   | 27    | 19               | 2                | 346   | 29    |

1. Inclou dades de la Copa del Rei d'Espanya i les Taça de Portugal i Taça da Liga portugueses.